# La Faculté de l'inutile
La Faculté de l'inutile est un roman de l'écrivain soviétique Iouri Dombrovski publié à Paris en 1978.
Cette œuvre, généralement considérée comme la plus aboutie de Dombrovski, est largement inspirée des persécutions subies par l'auteur durant la dictature de Staline : exclusion de la faculté, déportation au Kazakhstan, divers emprisonnements au Goulag...
Le titre est une référence au nom donné par l'administration soviétique à la faculté de droit, superflue depuis la rédaction d'un code pénal aux chefs d’inculpation larges et flous, comme celui de toutes les peines infligées à Dombrovski.